# Nacif Elias
Pour les articles homonymes, voir Elias.
Nacif Elias (né le 29 septembre 1988 à Adma) est un judoka brésilien et libanais.

## Carrière
Nacif Elias a combattu sous les couleurs du Brésil et du Liban.
Il est le porte-drapeau du Liban lors de la cérémonie d'ouverture des Jeux olympiques d'été de 2016.

## Palmarès international
| Année | Compétition                     | Lieu     | Résultat | Catégorie      |
| ----- | ------------------------------- | -------- | -------- | -------------- |
| 2009  | Jeux de la Lusophonie           | Lisbonne | 1er      | Moins de 81 kg |
| 2009  | Jeux de la Francophonie         | Beyrouth | 2e       | Moins de 81 kg |
| 2013  | Jeux de la Francophonie         | Nice     | 1er      | Moins de 81 kg |
| 2014  | Jeux asiatiques                 | Incheon  | 2e       | Moins de 81 kg |
| 2016  | Championnats d'Asie             | Tachkent | 2e       | Moins de 81 kg |
| 2017  | Jeux de la solidarité islamique | Bakou    | 3e       | Moins de 90 kg |